# Лас-Пальмас-де-Гран-Канария
Лас-Па́льмас-де-Гран-Кана́рия (исп. Las Palmas de Gran Canaria) — город в Испании, административный центр провинции Лас-Пальмас на острове Гран-Канария в составе архипелага Канарские острова, в 210 км от северо-западного побережья Африки. Одна из двух столиц автономного сообщества Канарские острова.
Население составляет 378 517 жителей на 2018 год, это крупнейший город на Канарских островах. Международный аэропорт Гран-Канария находится в 18 км от города.

## История

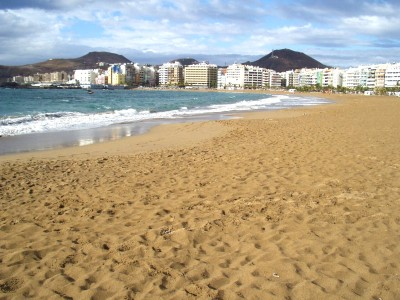
Пляж Las Canteras

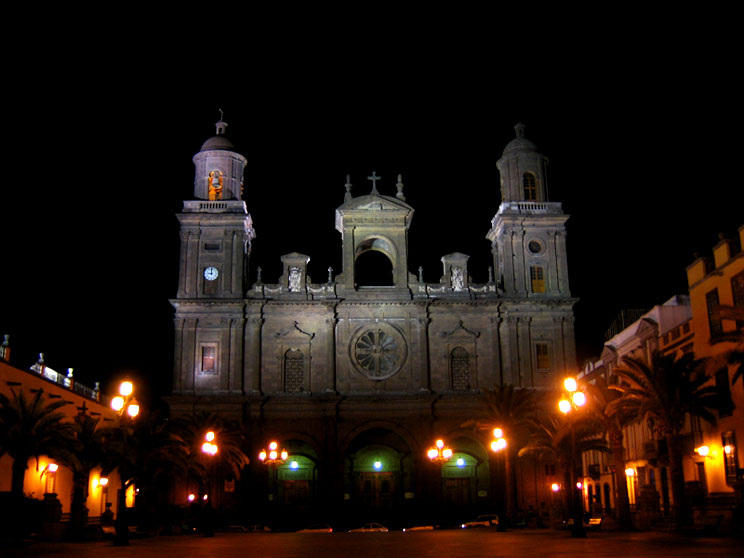
Собор Канарских островов в Лас-Пальмасе

Город был основан 24 июня 1478 Хуаном Рехоном и войсками Кастилии после победы над гуанчами (коренным населением Канарских островов). В 1492 Христофор Колумб сделал остановку в Лас-Пальмасе перед своим первым плаванием в Америку. На обратном пути в Испанию он также останавливался в городе. Сегодня в его честь назван музей в городском квартале Вегета.
В конце XVI века (1595) на остров было совершено несколько нападений со стороны английских корсаров (Джон Хоукинс, Фрэнсис Дрейк). Однако Лас-Пальмас не был взят. Город устоял и под натиском голландского мореплавателя Пьера ван дер Дойеса (1599). 28 июня 1599 года случилось решающее сражение между голландскими и испанскими войсками, после которого голландцы были вынуждены раз и навсегда забыть о претензиях на Канарские острова. В честь этой победы был построен Собор Канарских островов (Catedral de Canarias), посвященный Святой Анне, покровительнице города.
В конце XIX века сэр Альфред Леви Джонс основал здесь Угольную компанию Гран-Канария, что положило начало процветанию города. В порту стали останавливаться корабли, следующие трансатлантическим маршрутом. Вокруг города выросли новые кварталы. В 1927 году Лас-Пальмас стал столицей восточной провинции Канарских островов, включающей Гран Канария, Фуэртевентура и Лансароте.

## Лас-Пальмас-де-Гран-Канария сегодня
Лас-Пальмас сегодня — многонациональный город. Рядом с ним расположились известные пляжи (Las Canteras и Las Alcaravaneras) и оживлённый порт (Puerto de la Luz) — один из самых активных портов в мире с 1970-х по 1990-е. Результатом этой деятельности стало переселение туда людей со всего мира. Коммерсанты и торговцы из Африки, Китая, России и Ближнего Востока перемешиваются на портовых улицах. Самые большие внешние этнические группы на острове — корейцы и индусы, хотя большинство из них за годы уже получило испанское гражданство.
Согласно классификации Томаса Уитмора, бывшего директора по исследованиям климата Сиракузского университета (США), в городе Лас-Пальмас лучший климат в мире.
Городской фестиваль (Fiestas de San Juan) в честь основания города празднуется в июне. Также хорошо известен в мире карнавал в Лас-Пальмасе. В городе проводится Фестиваль танца и Международный кинофестиваль.
В городе стартует ежегодная трансатлантическая регата.

## Климат
Климат Лас-Пальмаса тропический пустынный, но при этом в Лас-Пальмасе сильная жара бывает редко, и только во время выноса горячего воздуха с Сахары. Холодное Канарское течение охлаждает город, при этом одновременно снижая количество осадков, в результате чего за год выпадает немногим более 100 мм осадков. Межсезонные колебания благодаря влиянию Азорского антициклона невелики.
| Показатель                                      | Янв. | Фев. | Март | Апр. | Май  | Июнь | Июль | Авг. | Сен. | Окт. | Нояб. | Дек. | Год  |
| ----------------------------------------------- | ---- | ---- | ---- | ---- | ---- | ---- | ---- | ---- | ---- | ---- | ----- | ---- | ---- |
| Абсолютный максимум, °C                         | 29,5 | 30,9 | 34,0 | 34,3 | 36,0 | 34,6 | 39,6 | 39,0 | 39,0 | 36,0 | 33,6  | 29,4 | 39,6 |
| Средний суточный максимум, °C                   | 20,8 | 21,2 | 22,3 | 22,7 | 23,6 | 25,3 | 26,9 | 27,5 | 27,3 | 26,2 | 24,2  | 22,2 | 24,2 |
| Средняя температура, °C                         | 17,6 | 17,8 | 18,6 | 19,0 | 20,0 | 21,8 | 23,2 | 24,0 | 23,8 | 22,7 | 20,8  | 18,8 | 20,7 |
| Средний суточный минимум, °C                    | 15,2 | 15,3 | 15,9 | 16,4 | 17,4 | 19,3 | 20,9 | 21,7 | 21,5 | 20,2 | 18,3  | 16,4 | 18,2 |
| Абсолютный минимум, °C                          | 8,0  | 7,5  | 8,6  | 9,0  | 11,3 | 12,0 | 14,8 | 16,0 | 14,6 | 13,5 | 10,5  | 9,7  | 7,5  |
| Норма осадков, мм                               | 20   | 16   | 9    | 5    | 0,4  | 0,3  | 0    | 2    | 3    | 14   | 17    | 36   | 124  |
| Температура воды, °C                            | 19   | 18   | 18   | 18   | 19   | 20   | 21   | 22   | 23   | 23   | 21    | 20   | 20   |
| Источник: Погода и климат, Туристический портал |      |      |      |      |      |      |      |      |      |      |       |      |      |

## Население
| Год  | Численность | Численность   |
| ---- | ----------- | ------------- |
| 2001 | 364 777     | [ 3 ]         |
| 2002 | 370 649     | [ 4 ]         |
| 2004 | 376 953     | [ 5 ]         |
| 2005 | 378 628     | [ 6 ]         |
| 2006 | 377 056     | [ 7 ]         |
| 2007 | 377 203     | [ 8 ]         |
| 2008 | 381 123     | [ 9 ]         |
| 2009 | 381 847     | [ 10 ]        |
| 2010 | 383 308     | [ 11 ]        |
| 2011 | 383 343     | [ 12 ]        |
| 2012 | 382 296     | [ 13 ]        |
| 2013 | 379 766     | [ 14 ]        |
| 2014 | 382 283     | [ 15 ]        |
| 2015 | 379 766     | [ 16 ]        |
| 2016 | 378 998     | [ 17 ]        |
| 2017 | 377 650     | [ 18 ]        |
| 2018 | 378 517     | [ 19 ] [ 20 ] |
| 2019 | 379 925     | [ 21 ]        |
| 2020 | 381 223     | [ 22 ]        |
| 2021 | 378 675     | [ 23 ]        |
| 2022 | 378 797     | [ 24 ]        |
| 2023 | 378 027     | [ 25 ]        |
| 2024 | 380 436     | [ 1 ]         |

## Районы города
Лас-Пальмас-де-Гран-Канария административно разделен на пять районов, которые, в свою очередь, делятся на кварталы, не обязательно согласующиеся с традиционным делением. Каждый квартал находится в ведении муниципального района. Последнее административное деление Лас-Пальмас-де-Гран-Канария датируется 2004 годом. Нынешняя структура города и муниципалитета по следующим районам и кварталам (данные по переписи 2006 года):

Муниципальные районы Лас-Пальмаса

Dt1 — Ла-Вегета, Коно Сур и Тафира (75.877 чел.): объединяет четыре отдельных друг от друга района (Монтаньета, Лос-Ойос, Марсаган и Тафира) и их окрестностей из Университет Кампус, Касабланка, Рамон Куэста, Эль Батан, Фондильо, Лассо, Сушка, Ойя-де-ла-Плата, Хинамар, Ла Кальсада, Ла Кантера, Ла Дата, Монтаньета, Льяно-де-лас-Ньевес, Льянос-де-ла-Баррера, Ломо Бланко, Ломо Энмедио, Ломо Эль Сабиналь, Ломо Вердехо, Лос-Ойос, Марсаган, Меркаласпальмас, Монтелус, Монтекемадо, Педро Идальго, Пико Виенто, Сальто дель Негро, Сан-Кристобаль, Сан-Франсиско де Паула, Сан-Хуан — Сан-Хосе, Сан-Роке Санта-Маргарита, Тафира Альта, Тафира Баха, Трес Пальмас, Вега-де-Сан-Хосе, Вегета, Сарате и Сурбарана.
Dt2 — Центр (88.546 чел.): Барриос Алькараванерас, Каналехас, Касабланка III, Сьюдад дель Мар, Сьюдад Харден, Финкас Унидас, Ла Патерна, Ломо Аполинарио, Лос-Тарахальес, Луго, Миллер, Миллер Индастриал, Сан-Франсиско — Сан Николас, Триана.
Dt3 — Пуэрто-Кантерас (72.345 чел.): Гванартеме, Конфиталь, Эль Ринкон, Себадалес, Ла Ислета, Ла Пунтилья, Лас-Колорадас, Нуэва-Ислета, Санта-Каталина и Лас Кантерас.
Dt4 — Сьюдад Альта (101.684 чел.): Альтависта, Чумберас, Торрес Куэвас, Диас Касанова, Дон Соило, Эль Кардон, Эскалеритас, Ла Ферия, Ла Минилья, Рехояс, Лас Торрес, Лас Торрес Индастриал, Рехояс Альтас, Сан-Антонио, Сан-Ласаро и Шаманн.
Dt5 — Тамарасьете-Сан Лоренсо (39.191 чел.): включает в себя Альматриче, Лос-Хилес, Сан-Лоренсо, Теноя Тамарасьете и их окрестности Альматриче Альта, Альматриче Бахо, Канада Онда, Каса Айяла, Сьюдад дель Кампо, Коста-Айяла, Крус дель Овехеро, Куэвас Бланкас, Драгональ Альто, Драгональ Бахо, Эль Пинтор, Эль Роман, Эль Роке, Тоскон, Сардо, Ойя Андреа, Остров Пердида, Ла Касуэла, Ла-Крус, Ла-Галера, Ла Милагроса, Ла-Пальма, Ла-Суэрте, Ладера Альта, Лас Куэвас, Махадильяс, Лас Месас, Лас Террерас, Льянос-де-Мария Ривера, Ломо Коркобадо, Ломо Лос Фраилес, Лос-Хилес, Масарес, Пилетас, Риско Негро, Сан-Хосе-дель Аламо, Сан-Лоренсо, Сьерте Пуэртас, Тамарасьете и Теноя.

## Достопримечательности
- Собор Святой Анны (1500—1800 гг.)
- Площадь святой Анны (Plaza de Santa Ana)
- Парк Дорамас
- Музей под открытым небом «Канарская деревня»
- Музей Канарских островов (El Museo Canario)
- Атлантический центр современного искусства
- Музей Нестора (Museo Nestor)
- Музей науки и техники Элдер
- Дом Колумба
- Бульвар Кантерас

## Фотографии

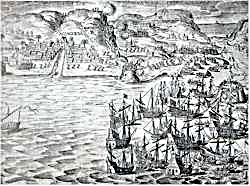
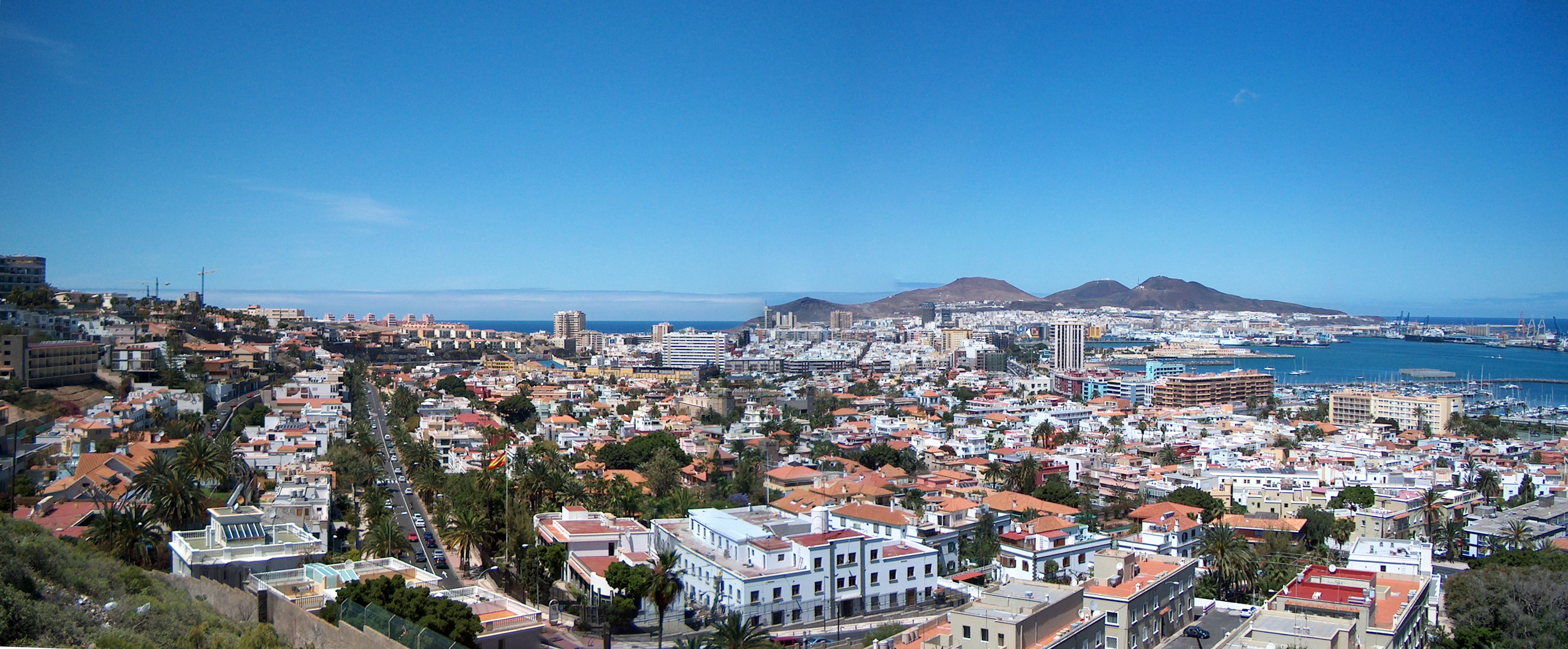
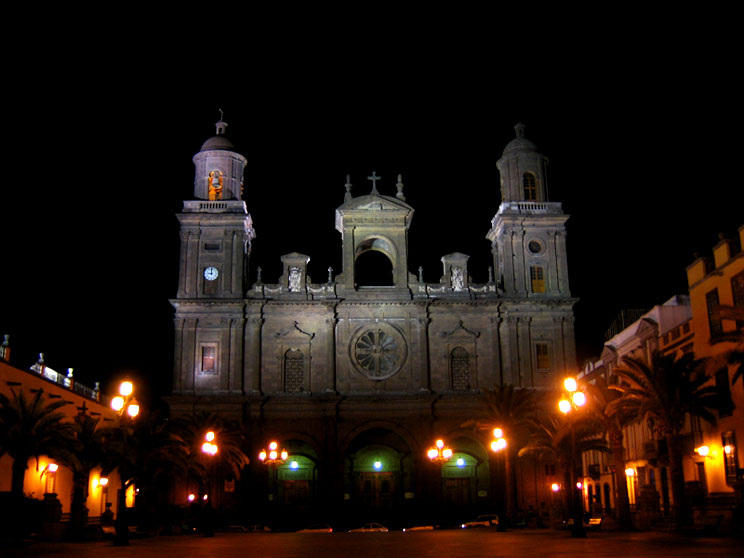
Кафедральный собор
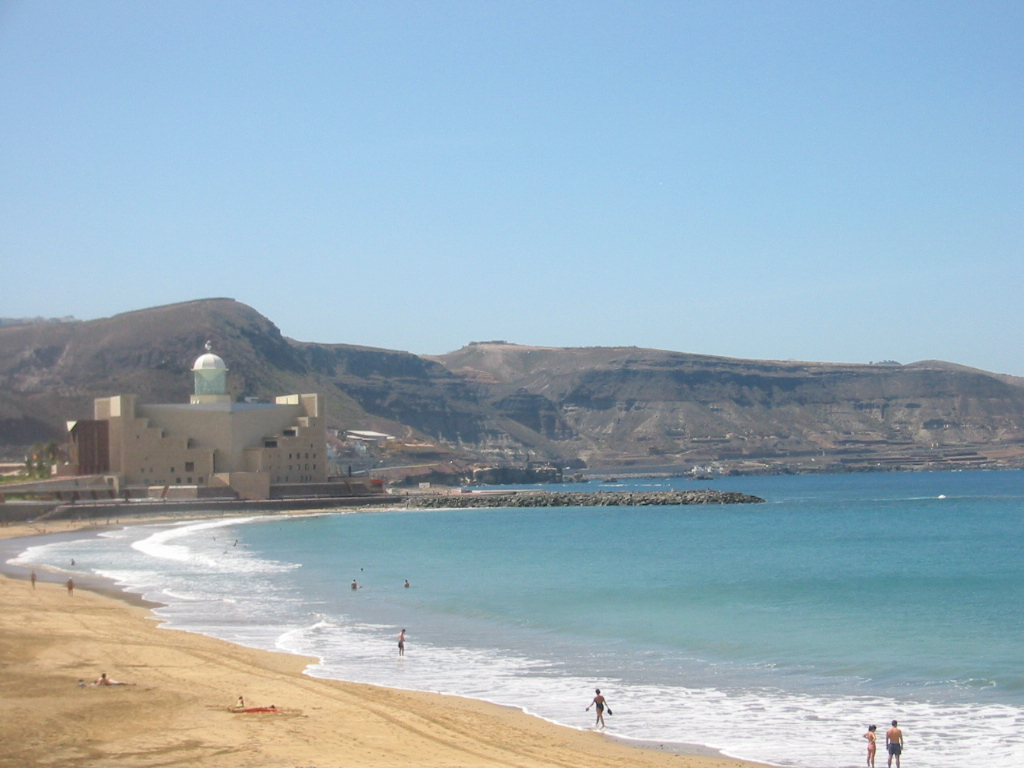
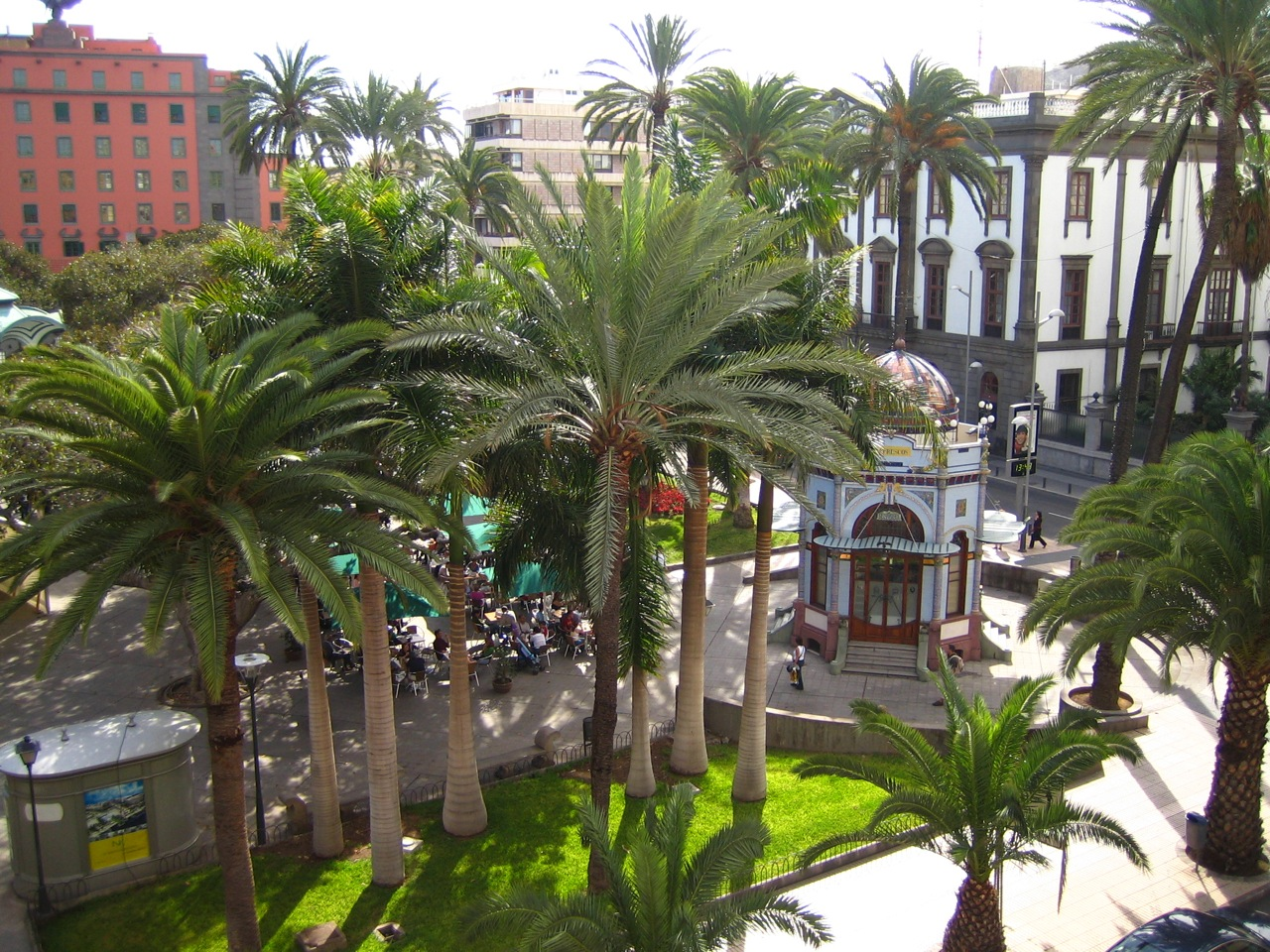
Парк
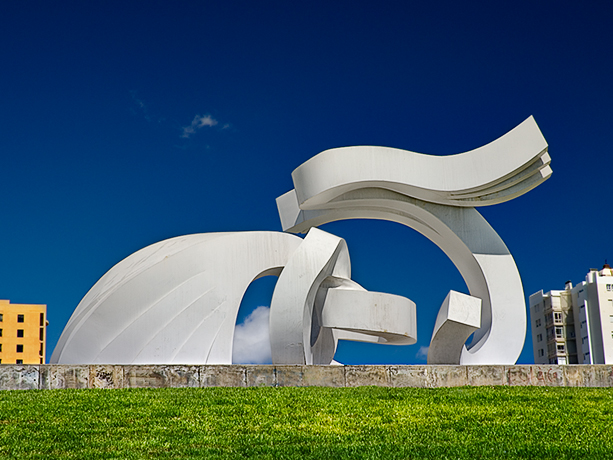